# Catholic Institute of Sydney
Das Catholic Institute of Sydney, kurz CIS, ist eine australische Hochschuleinrichtung der römisch-katholischen Kirche. Das Institut befindet sich in Strathfield in den westlichen Vororten von Sydney, New South Wales, Australien.
1996 entstand das CIS aus der Firmierung des St. Patrick's College in Manly und des ehemaligen  St. Columba's College in Springwood und ist einzige kirchliche theologische Fakultät der römisch-katholischen Kirche in New South Wales. Das CIS ist administrativ an das Sydney College of Divinity angegliedert und bietet vor allem postgraduierte Studiengänge an. Rektorin ist Isabell Naumann ISSM.